# Olga Minejeva
Olga Pavlovna Minejeva (Russisch: Ольга Павловна Минеева) (Degtjarsk, 1 oktober 1952) is een voormalig atlete uit de Sovjet-Unie. Haar geboortenaam was Olga Sirovatskaja.
Oorspronkelijk liep Minejeva de 400 meter, maar ging later in haar carrière over naar de 800 meter.
Op de Olympische Zomerspelen van Munchen in 1972 nam ze onder haar meisjesnaam Olga Sirovatskaja voor Rusland deel aan de 400 meter en de 4x400 meter estafette.
Op de Olympische Zomerspelen van 1980 nam ze onder de naam Olga Sirovatskaja-Minejeva deel aan de 800 meter, waarmee ze een zilveren medaille behaalde. Ook liep ze de 4x400 meter estafette met het Sovjet-team.
In 1982 werd ze nationaal kampioene van de Sovjet-Unie op de 800 meter, en Europees kampioene op deze afstand.
Minejeva bezit in 2021 het meeting record op de 800 meter op het Europese kampioenschappen atletiek en de Gebroeders Znamensky Memorial.
- World Athletics: 14352215